# Губернијски секретар
Губернијски секретар (рус. губернский секретарь) је био грађански чин  класе у Табели рангова у Руској Империји од 1722. до 1917. године.
Чин је настао почетком 18. вијека из дужности губернијског секретара при губернијским канцеларијама. Године 1722. ова дужност је постала грађански чин XII класе у Табели рангова. Добијањем чина стицало се и право личног почасног грађанства. Кандидат за губернијског секретара морао је најмање три године провести у чину колешког регистратора, а исто толико служити као губернијски секретар да би се унапредио у виши чин. За изванредну службу губернијски секретар могао је бити награђен Орденом Станислава трећег степена.
Овај чин је постојао све до 1917. када је укинут од стране Совјета народних комесара.